# Liste der Baudenkmale in Winsen (Aller)
In der Liste der Baudenkmale in Winsen (Aller) sind alle Baudenkmale der niedersächsischen Gemeinde Winsen (Aller) (Landkreis Celle) aufgelistet.  Die Quelle der Einträge ist der Denkmalatlas Niedersachsen mit tw. Kürzungen. Der Stand der Liste ist der 8. Juni 2024.

## Allgemein
In den Spalten befinden sich folgende Informationen:
- Lage: die Adresse des Baudenkmales und die geographischen Koordinaten. Kartenansicht, um Koordinaten zu setzen. In der Kartenansicht sind Baudenkmale ohne Koordinaten mit einem roten Marker dargestellt und können in der Karte gesetzt werden. Baudenkmale ohne Bild sind mit einem blauen Marker gekennzeichnet, Baudenkmale mit Bild mit einem grünen Marker.
- Bezeichnung: Bezeichnung des Baudenkmales
- Beschreibung: die Beschreibung des Baudenkmales. Unter § 3 Abs. 2 NDSchG werden Einzeldenkmale und unter § 3 Abs. 3 NDSchG Gruppen baulicher Anlagen und deren Bestandteile ausgewiesen.
- ID: die Objekt-ID des Baudenkmales
- Bild: ein Bild des Baudenkmales, ggf. zusätzlich mit einem Link zu weiteren Fotos des Baudenkmals im Medienarchiv Wikimedia Commons. Wenn man auf das Kamerasymbol klickt, können Fotos zu Baudenkmalen aus dieser Liste hochgeladen werden:

## Bannetze
| Lage                                          | Bezeichnung                  | Beschreibung | ID       | Bild |
| --------------------------------------------- | ---------------------------- | --- | -------- | ---- |
| An der Schleuse 1 52° 40′ 55″ N, 9° 49′ 36″ O | Schleusenwärterhaus Bannetze | Eingeschossiges, massives Wohnhaus aus rotem Backstein unter Satteldach, mit mittigem, holzverschaltem Zwerchgiebel sowie Giebeldreiecke in Zierfachwerk. Nach Norden eingeschossiger Anbau unter Satteldach. Errichtet 1909 -1912. | 33768869 | BW   |
| An der Schleuse 1 52° 40′ 52″ N, 9° 49′ 34″ O | Schleusenkammer              | Schleusenkammer mit 159 m nutzbarer Länge sowie 10 m Breite und eine Fallhöhe von 2,4 m. Errichtet 1909 – 1912. | 33768808 |      |
| An der Schleuse 1 52° 40′ 58″ N, 9° 49′ 44″ O | Zufahrtsallee                | Zufahrtsallee zu Schleuse 1 von West nach Ost mit Laubbäumen. | 33768850 | BW   |
| An der Schleuse 1 52° 40′ 54″ N, 9° 49′ 48″ O | Allerwehr                    | | 33768829 |      |
| Bremer Straße 24 52° 40′ 53″ N, 9° 48′ 11″ O  | Speicher                     | | 33768909 | BW   |
| Bremer Straße 24 52° 40′ 51″ N, 9° 48′ 16″ O  | Schafstall                   | | 33768890 | BW   |
| Bremer Straße 27 52° 40′ 46″ N, 9° 48′ 25″ O  | Speicher                     | | 33768928 | BW   |
| Bremer Straße 28 52° 40′ 48″ N, 9° 48′ 5″ O   | Scheune                      | Freistehender, eingeschossiger und allseitig verbretterter Fachwerk-Dreiständerbau unter Halbwalmdach. Mit Speicherteil. Errichtet in erster Hälfte 19. Jh.                                                                         | 33768947 | BW   |
| Bremer Straße 29 52° 40′ 46″ N, 9° 48′ 23″ O  | Imkerspeicher                | | 33768967 | BW   |
| Bremer Straße 31 52° 40′ 47″ N, 9° 48′ 20″ O  | Speicher                     | | 33769007 | BW   |
| Rübelandsweg 11 52° 41′ 1″ N, 9° 48′ 25″ O    | Backhaus                     | Eingeschossiger massiver Backsteinbau unter Satteldach, Tür- und Fensteröffnungen unter Segmentbogen. Errichtet 1910 mit Werkstatt, Backofen nicht mehr vorhanden.                                                                  | 33769046 | BW   |
| Rübelandsweg 11 52° 41′ 0″ N, 9° 48′ 30″ O    | Scheune                      | | 33769065 | BW   |

## Meißendorf
| Lage                                                | Bezeichnung               | Beschreibung | ID       | Bild           |
| --------------------------------------------------- | ------------------------- | --- | -------- | -------------- |
| Bruchstraße 34 52° 43′ 36″ N, 9° 50′ 30″ O          | Wohn-/ Wirtschaftsgebäude | Zum Hofraum giebelständiges Zweiständerhaus mit verputzten Gefachen unter hohlpfannengedecktem Halbwalmdach. Auf östlicher Traufenseite über dem Eingang des leicht eingezogenen Wohnteils ein Zwerchhaus, Wirtschaftsteil mit mittiger Längseinfahrt. Errichtet 1715 (i).                | 33769223 | BW             |
| Bruchstraße 34 52° 43′ 36″ N, 9° 50′ 29″ O          | Schweinestall             | Parallel stehender eingeschossiger Fachwerkbau auf hohem Backsteinsockel und mehreren Quereingängen und Zwerchhaus mit Ladeluke. Am nördlichen Teil unter höherem First als Schweineküche errichteter massiver Anbau mit einfeldigem Fachwerkdrempel unter Satteldach. Errichtet um 1910. | 33769244 | BW             |
| Brückenstraße 3 52° 43′ 46″ N, 9° 50′ 40″ O         | Scheune                   | | 33769264 | BW             |
| Brückenstraße 3 52° 43′ 45″ N, 9° 50′ 40″ O         | Scheune                   | | 33769285 | BW             |
| Brückenstraße 29 52° 43′ 37″ N, 9° 50′ 23″ O        | Wohn-/ Wirtschaftsgebäude | | 33770921 | BW             |
| Brückenstraße 29 52° 43′ 37″ N, 9° 50′ 20″ O        | Torfspeicher              | Eingeschossiger, allseitig verbohlter Fachwerkbau unter Satteldach. Errichtet in erster Hälfte 19. Jh. | 33769351 | BW             |
| Brückenstraße 29 52° 43′ 36″ N, 9° 50′ 24″ O        | Backhaus                  | Eingeschossiger Fachwerkbau auf Backsteinsockel unter Krüppelwalmdach, Nordtraufe zu ein Drittel Backsteinwand mit Resten des ehemaligen Backofens. Errichtet um 1850. | 33769328 | BW             |
| Brückenstraße 29 52° 43′ 52″ N, 9° 50′ 46″ O        | Großspeicher              | Allseitig verbohlter Fachwerkbau unter Halbwalmdach. Die Giebeltrapeze kragen weit über profilierten Knaggen aus. Dreiständerbau mit Bansenraum, Speicherteil und Längsdurchfahrt. Errichtet 1706 (i).                                                                                    | 33769411 | BW             |
| Gudehäuser Straße 44 52° 44′ 4″ N, 9° 51′ 31″ O     | Treppenspeicher           | Eingeschossiger allseitig verbohlter Fachwerkbau in Hochrähmkonstruktion mit eingezapften Ankerbalken unter nach Nordwesten abgewalmten Satteldach, mit Treppenanlage. Errichtet 1824. | 33769390 | BW             |
| (Hartmannshausen) Nr. 1 52° 44′ 21″ N, 9° 51′ 33″ O | Schafstall                | Allseitig verbohlter Dreiständerbau mit Längsdurchfahrten, unter hohlpfannengedecktem Halbwalmdach und tiefen Dachabschleppungen. Errichtet um 1800. | 33769204 | BW             |
| (Sunder) 52° 43′ 39″ N, 9° 49′ 3″ O                 | Erbbegräbnisstätte        | | 33769123 |                |
| (Sunder) Nr. 1 52° 43′ 36″ N, 9° 49′ 13″ O          | Scheune                   | | 33769162 | BW             |
| (Sunder) Nr. 1 52° 43′ 37″ N, 9° 49′ 13″ O          | Scheune                   | | 33769183 | BW             |
| (Sunder) Nr. 1 52° 43′ 37″ N, 9° 49′ 18″ O          | Herrenhaus                | | 33769143 | Weitere Bilder |

## Stedden
| Lage                                        | Bezeichnung     | Beschreibung | ID       | Bild |
| ------------------------------------------- | --------------- | --- | -------- | ---- |
| Am Hirtenhaus 9 52° 39′ 43″ N, 9° 57′ 36″ O | Scheune         | | 33769432 | BW   |
| Gut Holtau 52° 39′ 2″ N, 9° 59′ 32″ O       | Treppenspeicher | Eingeschossiger, langgestreckter allseitig verbohlter Fachwerkbau in Hochrähmzimmerung mit eingezapften Ankerbalken unter Satteldach. Errichtet 1813, hierher transloziert. | 33769084 | BW   |
| Zum Hahnenberg 2 52° 39′ 47″ N, 9° 57′ 5″ O | Scheune         | | 33769498 | BW   |

## Südwinsen
| Lage                                         | Bezeichnung   | Beschreibung | ID       | Bild |
| -------------------------------------------- | ------------- | --- | -------- | ---- |
| Bahnhofstraße 13 52° 40′ 16″ N, 9° 54′ 6″ O  | Speicher      | Allseitig verbohlter eingeschossiger Fachwerkbau unter Halbwalmdach. Errichtet 1840. | 33769517 |      |
| Bahnhofstraße 15 52° 40′ 18″ N, 9° 54′ 8″ O  | Wohnhaus      | Eingeschossiger traufständiger Massivbau aus rotem Backstein unter ziegelgedecktem Halbwalmdach, mit rückwärtigem Stallanbau. Tür- und Fensteröffnungen unter Stichbogen. Errichtet 1902. | 33769538 |      |
| Oheweg 1 52° 40′ 14″ N, 9° 54′ 11″ O         | Schweinestall | Traufständiger, allseitig verbretterter Zweiständerbau unter Walmdach mit hofseitigem Dachüberstand. Errichtet vermutlich 1. Hälfte 19. Jh. | 33769581 |      |
| Oldauer Weg 52° 40′ 11″ N, 9° 54′ 49″ O      | Prinzensteine | Zwei stark erodierte Steine, darauf im Flachrelief eingearbeitete Wappen (Lilie: Braunschweiger Ritter, Bärentatze: Grafen von Hoya). Aufgestellt als Gedenkstein in Erinnerung an die Schlacht bei Winsen 1388. Errichtet 1906 (i). | 33769602 |      |
| Steinförder Weg 7 52° 40′ 16″ N, 9° 54′ 2″ O | Schule        | Von der Straße zurückliegender traufständiger, eingeschossiger Fachwerkbau unter Halbwalmdach. Errichtet 1851. 1. Erweiterungsbau von 1906 nach Südwesten: eingeschossiger, giebelständiger Massivbau aus Backstein unter Satteldach, welches in zweiter Erweiterungsphase 1930 als zweigeschossiger Backsteinbau unter Walmdach rückwärtig an diesen angefügt. | 33769625 |      |

## Thören
| Lage                                           | Bezeichnung          | Beschreibung | ID       | Bild |
| ---------------------------------------------- | -------------------- | --- | -------- | ---- |
| Alt Thören 3 52° 40′ 34″ N, 9° 45′ 12″ O       | Speicher             | Freistehender Wandständer-Fachwerkbau in Oberrähmzimmerung auf eingehalsten Deckenbalken unter Satteldach mit massivem, abgeschleppten Anbau. Errichtet um 1775, erweitert nach 1945. | 33769644 | BW   |
| Alt Thören 7 52° 40′ 38″ N, 9° 45′ 24″ O       | Scheune              | | 33769663 | BW   |
| Thörener Straße 52° 40′ 40″ N, 9° 45′ 23″ O    | Gefallenendenkmal    | Steinblock aus Findlingen und Feldsteinen, oben in grob gemauerten Spitze auslaufend. Mit steinernen Relief eines Eisernen Kreuzes an der Schauseite. Errichtet um 1920 für die Gefallenen des Ersten Weltkrieges, ihre Namen auf zwei eingelassenen Tafeln aufgeführt. Um 1950 ergänzt um Tafel mit den Namen der Gefallenen des Zweiten Weltkrieges. | 33769684 | BW   |
| Thörener Straße 41 52° 40′ 39″ N, 9° 45′ 19″ O | Landarbeiterwohnhaus | | 33769706 | BW   |

## Walle
| Lage                                  | Bezeichnung       | Beschreibung | ID       | Bild |
| ------------------------------------- | ----------------- | --- | -------- | ---- |
| Burnbrink 52° 44′ 10″ N, 9° 55′ 40″ O | Gefallenendenkmal | Von hohen Bäumen eingefasste, durch niedrige Feldsteinmauer eingefriedete Anlage, gemauertes Steinmonument mit hoch aufragender Steinstele. Errichtet um 1920 in Erinnerung an die Gefallenen des Ersten Weltkriegs, deren Namen in die Stele eingraviert, lorbeerbekränztes Eiserndes Kreuz an der Spitze. Um 1950 im Sockelbereich ergänzt um Tafel mit den Namen der Gefallenen und Vermissten des Zweiten Weltkrieges. | 33769725 |      |

## Winsen(Aller)
| Lage                                                 | Bezeichnung                           | Beschreibung | ID       | Bild           |
| ---------------------------------------------------- | ------------------------------------- | --- | -------- | -------------- |
| Alte Celler Heerstraße 46 52° 40′ 48″ N, 9° 55′ 7″ O | Wohnhaus                              | Eingeschossiger, traufständiger Fachwerkbau mit Backsteinausfachung unter ziegelgedecktem Halbwalmdach. Außermittiger Hauseingang sowie mittiger Ladeerker unter Satteldach. Errichtet um 1880. Im Nordwesten schließt leicht zurückversetzt eingeschossiger, verbretterter Stallanbau unter Satteldach an. | 33769784 |                |
| Am Amtshof 5 52° 40′ 44″ N, 9° 54′ 28″ O             | Amtshaus                              | Zweigeschossiger freistehender rotgetönter Ziegelbau unter Mansarddach. Symmetrische Fassadengliederung durch Mittelrisalit mit Dreiecksgiebel. Sockel verputzt, Gebäudeecken durch Putzquaderungen betont, Fenster und Portal mit Sandsteinrahmungen. Errichtet 1727 – 1734. | 33769824 |                |
| Am Glockenberg 2 52° 41′ 1″ N, 9° 54′ 45″ O          | Wohnhaus                              | Eingeschossiger traufständiger Fachwerkbau mit verputzten Backsteinausfachungen unter ziegelgedecktem Halbwalmdach mit im rechten Winkel zur Straße angefügten Stallanbau. Errichtet um 1900. | 33769891 |                |
| Am Glockenberg 3 52° 41′ 1″ N, 9° 54′ 44″ O          | Landarbeiterwohnhaus                  | Eingeschossiger, traufständiger Bau unter ziegelgedecktem Halbwalmdach. Nördlicher Gebäudeteil in Fachwerk mit Backsteinausfachungen auf Feldsteinsockel, errichtet um 1850. Südlicher Gebäudeteil massiv auf verputztem Sockel mit Fenster- und Türöffnungen unter Stichbogen sowie Ecklisenen und Backsteinziersetzungen am Südgiebel, errichtet um 1900. | 33769870 |                |
| Am Junkernhof 6 52° 40′ 55″ N, 9° 54′ 34″ O          | Remise                                | Eingeschossiger freistehender Fachwerkbau mit Backsteinausfachungen unter Krüppelwalmdach mit Aufschieblingen. Remise mit zwei ehemaligen Tordurchfahrten. 1715 (i) errichtet, u.a. Backsteinsockel und Ausfachungen 1998 erneuert. | 33769952 | BW             |
| Am Junkernhof 6 52° 40′ 55″ N, 9° 54′ 29″ O          | Stechinelli-Tor / Junkerntor          | Mittige Durchfahrt wird von zwei etwa 4 m langen, mit Sandstein verkleideten Mauerstücken flankiert, die von je zwei Obelisken und Voluten bekrönt sind. Drei vorstehende Quaderbänder verbinden die Mauerstücke und Torpfosten, die das Wappen und eine Inschrift für Francesco Maria Capellini (genannt Stechinelli) tragen. Errichtet 1693. Das Tor ist eines der ältesten noch erhaltenen Baudenkmäler in Winsen. Es erlaubte früher den Zugang zum Rittergut, dessen Lehensträger von 1691 bis 1729 die Familie Stechinelli war.                                                                             | 33769911 |                |
| Bannetzer Straße 1 52° 40′ 45″ N, 9° 54′ 2″ O        | Friedhof                              | Friedhof mit rechteckiger Grundfläche, Hauptweg von West nach Ost und daran angelegte Abteilungen mit orthogonalem Wegesystem. Mit altem Baumbestand und historischen Grabsteinen. 77 Tote des Zweiten Weltkriegs und der nationalsozialistischen Gewaltherrschaft beerdigt, darunter 57 deutsche Soldaten, Angehörige eines RAD-Flakverbands, des Volkssturms und Zivilbedienstete. In Sammelgrab in Nähe der Bannetzer Straße ruhen 20 namenlose sowjetische Kriegsgefangene. | 33769990 |                |
| Celler Straße 21 52° 40′ 41″ N, 9° 54′ 47″ O         | Wohnhaus                              | Eingeschossiger verputzter Massivbau unter Halbwalmdach. Symmetrische Fassadengliederung mit Ecklisenen und Mittelrisalit mit übergiebeltem Zwerchhaus, die Fassaden mit Quaderimitation, Zwerchhaus mit ornamental geprägten Blechplatten versehen. Errichtet in erster Hälfte 19. Jh. | 33770009 |                |
| Celler Straße 21 52° 40′ 40″ N, 9° 54′ 48″ O         | Altenteil                             | Eingeschossiger verputzter giebelständiger Massivbau unter Satteldach. Symmetrische Fassadengliederung mit Ecklisenen und übergiebeltem Mittelrisalit mit Putzgliederungen und Verzierungen. Tür- und Fensteröffnungen unter Stichbogen. Im Südosten eingeschossiger länglicher Anbau unter flachem Satteldach mit übergiebelter Mittelachse, Gartenlaube. Errichtet in zweiter Hälfte 19. Jh. | 33770028 |                |
| Celler Straße 21 52° 40′ 41″ N, 9° 54′ 44″ O         | Speicher                              | Zweigeschossiger Wandständer-Fachwerkbau mit Backsteinausfachungen auf Natursteinquadersockel unter Walmdach, mit alten Fenstern und Lüftungsöffnungen. Errichtet um 1780. Fachwerk teilweise massiv ersetzt. | 33770047 | BW             |
| Hasseler Straße 7 52° 40′ 58″ N, 9° 54′ 50″ O        | Wohn-/ Wirtschaftsgebäude             | Eingeschossiger traufständiger Zweiständer-Fachwerkbau unter Halbwalmdach. Am Torgiebel je drei Vollgefache und ein Kübbungsfach neben der Toreinfahrt. Fachwerkgefüge mit Backsteinausfachung und zweifeldigen Torstreben und Inschrift. Der Wohnteil ist gegenüber dem Wirtschaftsteil eingezogen. Errichtet 1756 (i). | 33770066 |                |
| Kirchstraße 52° 40′ 48″ N, 9° 54′ 22″ O              | Kirche Sankt Johannes der Täufer      | Verputzter und nach Norden orientierter Bau auf kreuzförmigem Grundriss unter Walmdächern und Westturm mit verschieferten Turmhelm als achtseitige Pyramide auslaufend. Reste einer einschiffigen gotischen Saalkirche als Querhaus, Anbau in Mitte der Nordwand als Chor und je ein Spitzbogenfenster im Ost- und Westteil der Nordwand, ansonsten rundbogige Fenster. Im dreischiffig gegliederten Innenraum zwei Reihen Holzstützen, die umlaufende Emporen tragen, im Mittelschiff mit Tonnengewölbe, die Seitenschiffe und Querhausarme mit Flachdecke. Errichtet im 14. Jh, An- und Umbauten 1597 und 1822. | 33770199 | Weitere Bilder |
| Kirchstraße 52° 40′ 49″ N, 9° 54′ 22″ O              | Kirchhof                              | Der Kirchhof umgibt die Kirche allseitig mit historischen Grabsteinen und altem Baumbestand. | 33770221 | BW             |
| Kirchstraße 52° 40′ 48″ N, 9° 54′ 24″ O              | Ehrenmal                              | Obeliskartige Stele über hellen Sandsteinkubus mit den Namen der Gefallenen auf dreistufigen Podest. Erhabenes Tatzenkreuz auf Westseite und umgedrehte Fackeln auf Südseite als Verzierung. Errichtet nach 1871. | 33770259 |                |
| Kirchstraße 52° 40′ 48″ N, 9° 54′ 23″ O              | Ehrenmal                              | | 33770283 | BW             |
| Kirchstraße 52° 40′ 50″ N, 9° 54′ 22″ O              | Einfriedung                           | Eine den gesamten Kirchhof umgebende Einfriedung, im Südosten mittels Feldsteinmauer mit Sandsteinplatten als Abdeckung und mit einzelnen, erhöhten Durchgängen, in anderen Bereichen als erneuerte Backsteinmauer. | 33770240 | BW             |
| Kirchstraße 12 52° 40′ 48″ N, 9° 54′ 25″ O           | Pfarrhaus                             | Zweigeschossiger, traufständiger und unterkellerter Massivbau aus rotem Backstein unter Satteldach. Symmetrische Fassadengliederung mit mittigem Hauseingang und je zwei Fensterachsen unter Stichbogenöffnungen, Ecklisenen sowie geschosstrennende Gesimsbänder in Form eines Deutschen Bandes und Tropfenfriese an Traufkante und Giebeldreiecken. Errichtet 1910. | 33770130 |                |
| Küsterdamm 7 52° 40′ 50″ N, 9° 54′ 24″ O             | ehemaliges Küsterhaus mit Schulteil   | Eingeschossiger giebelständiger und unterkellerter Fachwerkbau auf verputztem Sockel unter Halbwalmdach. Straßenseitiger außermittiger Hauseingang sowie vertikale Verkleidung des Giebeltrapezes mit Holzbrettern. An südlicher Traufenseite verandaähnlicher Anbau. Errichtet 1815. | 33770305 |                |
| Küsterdamm 9 52° 40′ 48″ N, 9° 54′ 25″ O             | Pfarrwitwenhaus                       | Zweigeschossiger, traufständiger und unterkellerter Massivbau aus rotem Backstein unter Satteldach. Symmetrische Fassadengliederung mit mittigem Hauseingang und je zwei Fensterachsen unter Stichbogenöffnungen, Ecklisenen sowie geschosstrennende Gesimsbänder in Form eines Deutschen Bandes und Tropfenfriese an Traufkante und Giebeldreiecken. Errichtet 1910. | 33770327 |                |
| Mühlenweg 52° 40′ 40″ N, 9° 55′ 21″ O                | Bockwindmühle                         | Bockwindmühle, auf Schwellenkreuz und senkrecht den Hausbaum aufnimmt, von schrägen Streben gestützt. Verbohlter Oberbau, der mit Hilfe eines Schwenkarmes in den Wind gedreht werden kann, hat ein großes Flügelkreuz mit Gitterwerk. Erbaut 1732(i). | 33770350 |                |
| Neuwinsener Straße 15 52° 40′ 30″ N, 9° 54′ 28″ O    | Wohn-/ Geschäftshaus                  | Eingeschossiger traufständiger Backsteinbau, aktuell mit Anstrich, unter Halbwalmdach. Gebäudeecken durch Ecklisenen betont, ebenfalls Giebelseiten durch Putzfries. Fenster- und Türöffnungen unter Stichbogen, mit Wohnung und Ladeneinbau. Errichtet um 1890. | 33769747 |                |
| Von-Reden-Straße 12 52° 40′ 38″ N, 9° 54′ 27″ O      | ehemalige Gaststätte und Posthalterei | Eingeschossiges traufständiges Backsteingebäude unter Halbwalmdach. Beidseitig mittige Zwerchhäuser in Fachwerk mit Backsteinausfachung und auskragendem Giebeldreieck über profiliertem Gebälk, hofseitiges Zwerchhaus mit vertikaler Holzverschalung. Fassadengliederung mit Fenster- und Türöffnungen unter Stichbogen, Backsteinziersetzungen als geschosstrennende Gesimsbänder und an Ortgängen. Nach Nordwesten eingeschossiger traufständiger Backsteinanbau unter Satteldach mit zwei Sternen in Ziersetzung. Errichtet um 1850.                                                                         | 33770392 |                |
| Von-Reden-Straße 12 52° 40′ 38″ N, 9° 54′ 26″ O      | Remise                                | Eingeschossiger traufständiger Backsteinbau unter Satteldach, mit straßenseitiger, seitlicher Toröffnung und hofseitigen Holztüren sowie Fenster unter Stichbögen bzw. Korbbogen. Ecklisenen und Backsteinziersetzungen an Traufe, Ortgang und als Tropfenfries an der Giebelseite. Errichtet in zweiter Hälfte 19. Jh. | 33770418 | BW             |
| Wolthäuser Straße 1 52° 40′ 54″ N, 9° 54′ 44″ O      | Wohn-/ Wirtschaftsgebäude             | Eingeschossiger traufständiger Vierständer-Fachwerkbau unter ziegelgedecktem Halbwalmdach. Außermittige Längseinfahrt im westlichen Wirtschaftsgiebel mit darüberliegender Ladeluke, Fachwerkgefüge mit dreifeldigen Schwelle-Rähm-Streben zur Eckaussteifung sowie Backsteinausfachungen. | 33770437 |                |

## Wittbeck
| Lage                                   | Bezeichnung     | Beschreibung | ID       | Bild |
| -------------------------------------- | --------------- | --- | -------- | ---- |
| Wittbeck 2 52° 41′ 35″ N, 10° 1′ 0″ O  | Deputatshaus    | Fachwerkbau mit Backsteinausfachung auf Feldsteinsockel unter hohlpfannengedecktem Halbwalmdach. Errichtet Mitte 19. Jh. | 33770538 |      |
| Wittbeck 1 52° 41′ 35″ N, 10° 0′ 54″ O | Treppenspeicher | | 33770458 | BW   |
| Wittbeck 1 52° 41′ 34″ N, 10° 0′ 55″ O | Speicher        | | 33770479 | BW   |
| Wittbeck 1 52° 41′ 32″ N, 10° 0′ 57″ O | Brunnenfassung  | | 33770519 | BW   |

## Wolthausen
| Lage                                           | Bezeichnung                 | Beschreibung | ID       | Bild |
| ---------------------------------------------- | --------------------------- | --- | -------- | ---- |
| Am Denkmal 1 52° 41′ 39″ N, 9° 58′ 52″ O       | Ehrenmal                    | Abgestufter, turmartiger Werksteinpfeiler auf achteckigem Grundriss mit pyramidenförmigen Abschluss sowie gotisierenden Ornamenten und Inschrifttafeln. | 33770557 |      |
| An der Örtze 5 52° 41′ 38″ N, 9° 58′ 55″ O     | Wohn-/ Wirtschaftsgebäude   | Eingeschossiger Vierständer-Fachwerkbau unter ziegelgedecktem Halbwalmdach. Mittige Längseinfahrt im nördlichen Wirtschaftsgiebel mit darüberliegender Ladeluke, Fachwerkgefüge mit dreifeldigen Schwelle-Rähm-Streben zur Eckaussteifung und Backsteinausfachungen. Errichtet 1838 (i).                    | 33770625 |      |
| An der Örtze 5 52° 41′ 39″ N, 9° 58′ 54″ O     | Scheune                     | Eingeschossiger giebelständiger Vierständer-Fachwerkbau auf Sandsteinquadersockel unter Halbwalmdach, mit Querunterfahrt an rückwärtiger Giebelseite anschließt. Fachwerkgefüge mit dreifeldigen Schwelle-Rähm-Streben zur Eckaussteifung und Backsteinausfachungen. Errichtet 1748.                        | 33770602 | BW   |
| An der Örtze 5 52° 41′ 38″ N, 9° 58′ 54″ O     | Schweinestall               | Eingeschossiger, langgestreckter Massivbau aus rotem Backstein unter Satteldach. Tür- und Fensteröffnungen unter Stichbogen, Fassadengliederung durch Ecklisenen und Zierziegelsetzungen an Ortgang und als geschosstrennendes Gesimsband in Form eines Tropfenfrieses an den Giebelseiten. Errichtet 1893. | 33770625 | BW   |
| An der Örtze 6 52° 41′ 38″ N, 9° 58′ 52″ O     | ehemalige Schule Wolthausen | Eingeschossiger Fachwerkbau unter ziegelgedecktem Halbwalmdach. Fassadengliederung mit Backsteinausfachungen und dreifeldigen Schwelle-Rähm-Streben sowie außermittigen, traufständigen Gebäudeeingang in klassizistischem Stil. Errichtet 1851(i).                                                         | 33770648 | BW   |
| An der Örtze 7 52° 41′ 37″ N, 9° 58′ 56″ O     | Wohn-/ Wirtschaftsgebäude   | | 33770669 | BW   |
| An der Örtze 7 52° 41′ 37″ N, 9° 58′ 55″ O     | Speicher                    | | 33770692 | BW   |
| B3 km 10,000 52° 41′ 39″ N, 9° 59′ 6″ O        | Meilenstein                 | | 33770849 |      |
| B3 km 10,692 52° 41′ 39″ N, 9° 59′ 6″ O        | Hinweismarke                | | 33770887 |      |
| B3 km 10,822 52° 41′ 42″ N, 9° 59′ 1″ O        | Hinweismarke                | | 33770867 |      |
| Harburger Straße 4 52° 41′ 44″ N, 9° 58′ 59″ O | Pferdestall                 | | 33770735 | BW   |
| Mühlengrund 4 52° 41′ 56″ N, 9° 59′ 11″ O      | Mühlengebäude               | | 33770804 | BW   |
| Mühlengrund 4 52° 41′ 56″ N, 9° 59′ 12″ O      | ehemalige Sägemühle         | Eingeschossiger Fachwerkbau unter Satteldach, mit Backsteinausfachung und Quereinfahrt, Giebeldreiecke holzverschalt. Erneuertes Mühlenrad aus Metall am Westgiebel. | 33770760 | BW   |
| Mühlengrund 4 52° 41′ 57″ N, 9° 59′ 12″ O      | Wehr                        | | 33770784 |      |
| Twechten 2 52° 41′ 32″ N, 9° 58′ 53″ O         | Treppenspeicher             | | 33770827 | BW   |